# ロイヤルゴージ・ブリッジ
ロイヤルゴージ・ブリッジ（Royal Gorge Bridge）は、コロラド州キャニオンシティ近郊の観光スポットで、橋の両端周辺のロイヤルゴージの縁に沿った360エーカー（150ha）の遊園地、ロイヤルゴージブリッジ・アンド・パークの中にある。
この橋はアーカンソー川から291メートル（955 ft.）の高さの峡谷に架かっており、高さ部門では、1929年から2001年に中国の六光河橋に抜かれるまで、世界で最も高い橋の記録を保持していた。吊橋としては、2003年に同じく中国の北竿川関興公路橋が完成するまで、ロイヤルゴージ・ブリッジが世界一高い吊り橋の座を維持していた。アメリカ国内では2012年まで最も高い橋となっていた。世界的には、最も高い橋の10位以内に入っていた。
橋桁の主支間は880フィート（268m）、全長は1260フィート（384m）、幅は18フィート（5.5m）、塔は150フィート（46m）の高さである。鉄骨の基礎構造は1,292枚の木製甲板で覆われている。
この橋は、1929年6月から11月までの半年間で、3億5千万ドル（2021年ドルでは440万円相当）をかけて建設された。1931年には、峡谷の底に到達するために、橋の横にインクライン鉄道、または単にインクライン（フニクラとも呼ばれる）が増設された。1950年代には、峡谷の端にミニチュア鉄道が敷かれ、1969年には空中トラムが開通した。1980年代初めには、橋のケーブルアンカー、吊り棒、塗装を新しく改修。2003年には、峡谷の端に振り落とされるような体感の味わえるスカイコースターのアトラクションが追加された。
2013年6月、山火事により園内の建物の大部分と空中トラムが焼失し、インクラインも被害を受けた。橋は木製の甲板にわずかな損傷を受けただけで、それ以外はスカイコースターとともに無被害であった。パークは再建され、2014年8月に部分的に再開された。2015年5月には、新しいゴンドラと、橋の東側の渓谷を横断する新しいジップラインを設置し、グランドリニューアル・オープンを果たした。

## 構造および設置場所

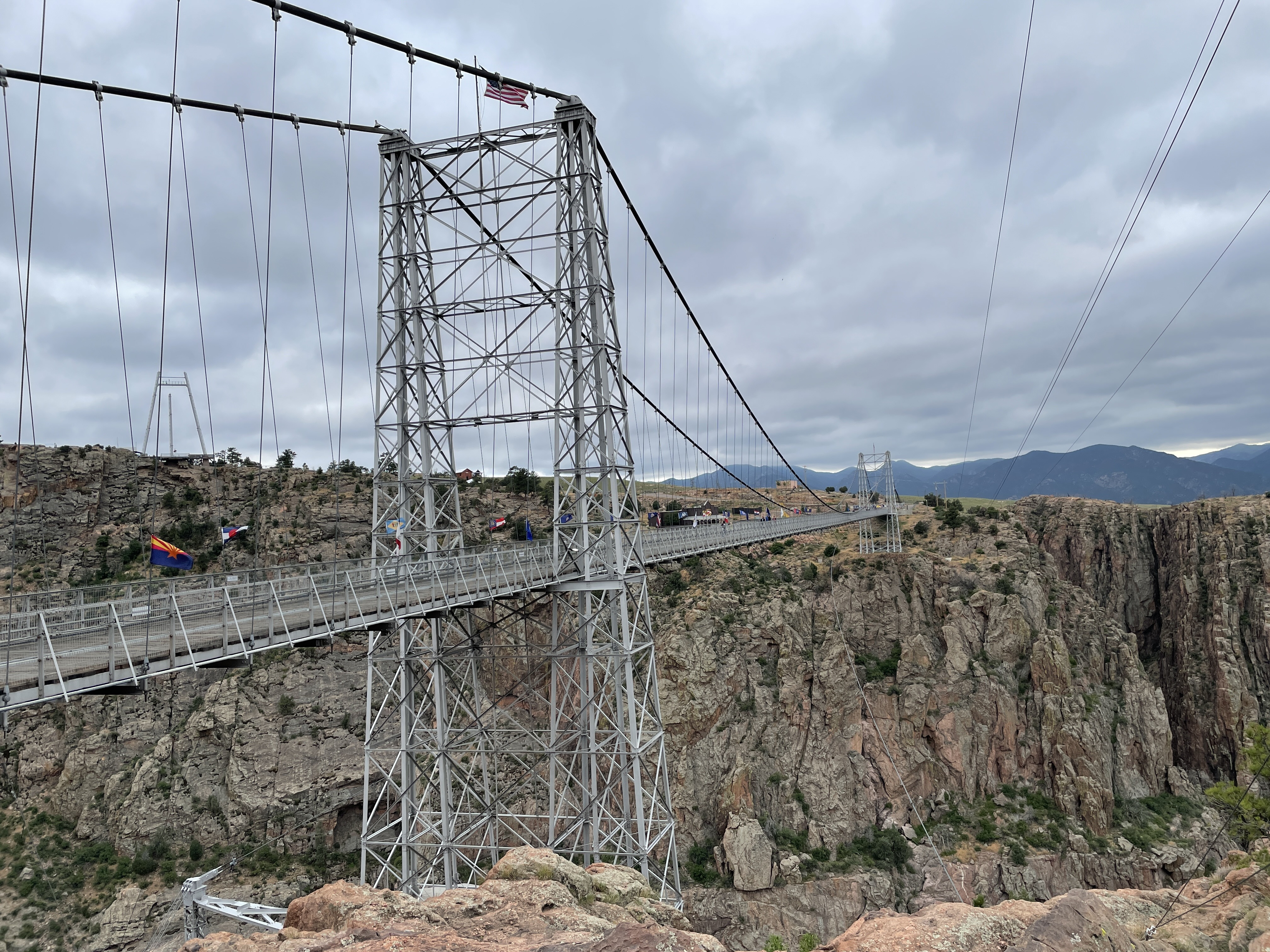
ロイヤルゴージ北側の展望台から見たロイヤルゴージ・ブリッジ

1929年6月5日に着工し、1929年11月に完成した。橋の建設費は35万ドルで、交通のための貫通路としてではなく、観光アトラクションとして建設さ れた。米国国道50号線から橋へ延びる道路は、峡谷の南側に続いており、最終的には国道50号線に再び接続するが、すべての訪問者は、北側の公園ゲートから出入りすることが義務付けられている。乗用車は橋を渡ることができない。
国道50号線から橋を渡って行く道路は、フリーモント郡道3Aと指定されており、キャノンシティの西約10マイル (16 km) から始まっている。ロイヤルゴージ・ルート鉄道は、ロイヤルゴージの麓に沿って橋の下を走っている。

## 最も高い橋

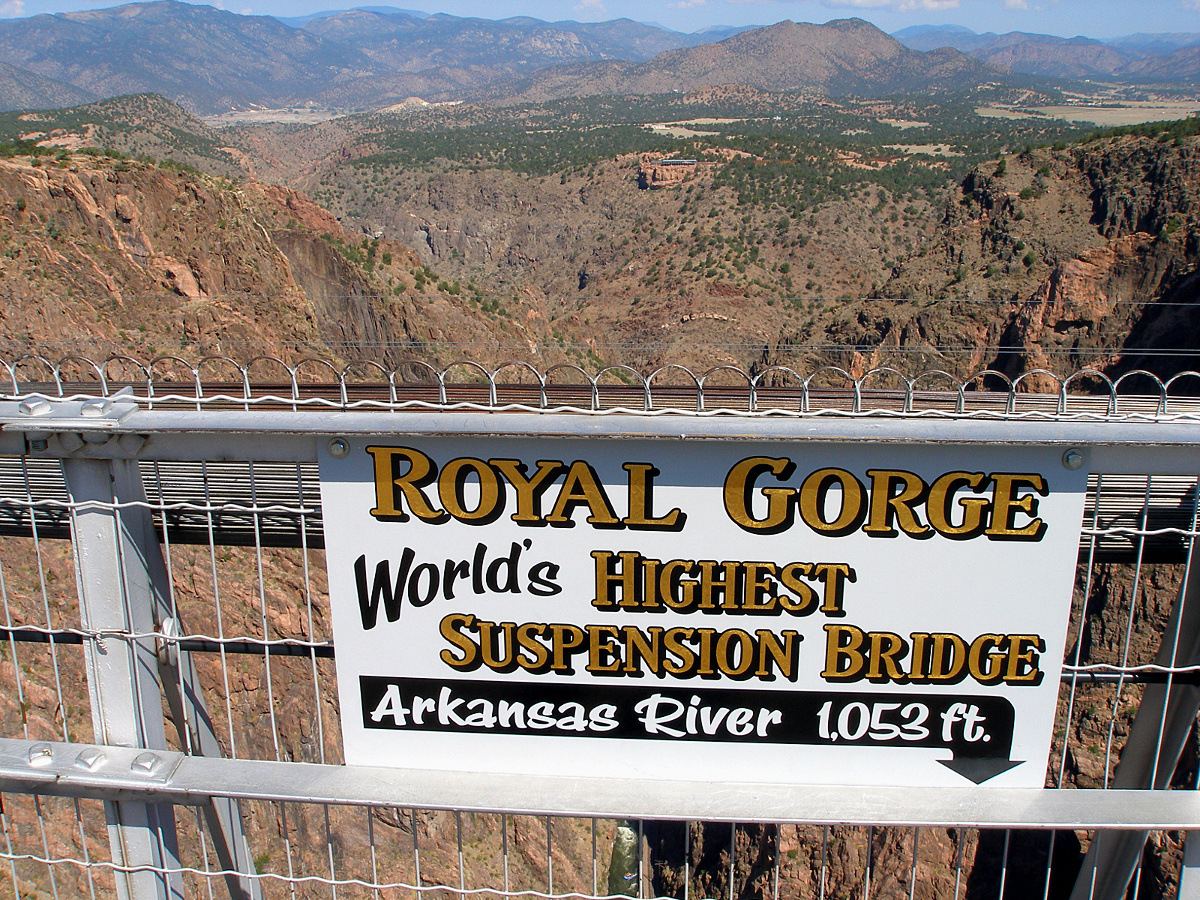
高さが不正確な橋上の標識（2008年当時）

ロイヤルゴージ・ブリッジは1929年に、アルジェリアのシディ・ムシド橋を抜き、デッキから下の川面までの高さが291m（955フィート）で、世界で最も高い橋となった。2001年には、デッキの高さが297m（974フィート）の中国の柳河橋が建設され、ロイヤルゴージ・ブリッジを抜き、新たに最も高い橋となった。2003年には、中国の北竿川関興公路橋が完成し、デッキの高さが366m（1,200フィート）となり、ロイヤルゴージ・ブリッジは世界一の吊り橋の座を明け渡した。2003年以降、中国を中心により高い橋がいくつも完成したことにより、ロイヤルゴージ・ブリッジは世界で最も高い橋の上位10位内からは外れてしまった。2020年現在、ロイヤルゴージ・ブリッジは世界で最も高い25の橋の一つであり、米国では最も高い橋であることに変わりはない。2023年までには、さらに高さ291m（955フィート）以上の橋がいくつか完成する予定で、そのうち10橋は中国に、さらにインドのチェンナブ橋が完成する予定である。
2016年末以降、最も高い橋は中国の北漢江橋堤で、斜張橋でデッキの高さは565 m（1,854 ft）です。現在で最も高い吊り橋は、2009年に開通した中国の思都河橋で、デッキの高さは496 m（1,627 ft）である。

## 歴史

### 1929年 〜 1950年代
この橋は1929年6月から11月にかけて、35万ドル（2021年ドルでは440万ドル相当）の費用で建設されたが、予算を10万ドル（2021年ドルでは130万ドル相当）超過していた。このプロジェクトの資金は、テキサス州サンアントニオのロイヤルゴージブリッジ・アンド・アミューズメントカンパニーの社長ロン・P・パイパーが調達した。パイパーはチーフエンジニアとしてジョージ・E・コールを雇い、橋は死者や重傷者を出すことなく約半年で完成した。正式なオープンは1929年12月8日に行われた。パイパーは、キャニオン・シティが所有する峡谷とその周辺の土地を20年間リースすることに同意し、年間1,000ドル（2021年では12,600ドル相当）を市に支払い、苦難の年には500ドル（2021年では6,300ドル相当）の減免を受けることもあった。

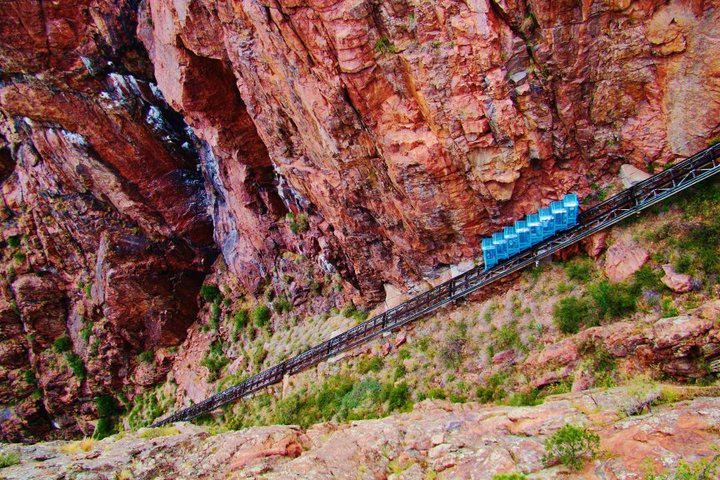
2013年の火災で被害を受け、それ以降再開されていないインクライン鉄道

1931年、橋の北詰のすぐ西にある狭い裂け目を通って、峡谷の底まで約9メートル（3 ft.）の狭軌の傾斜鉄道が建設された。同年末、コロラド州プエブロ出身の男性が橋から飛び降り、最初の自殺が発生した。1937年、橋と峡谷の壁を照らす照明設備が設置された。
世界恐慌、第二次世界大戦と苦難の時代が続いたが、1947年、パイパーは橋とリース権を地元コロラドの実業家グループと石油・ガス・不動産で財を成したテキサス州人のクリント・マーチソンに売却した。1969年に亡くなったマーチソンは、自分が買った橋を、自分が唯一の所有者になってからも一度も訪れなかったと、長年パークで働く人が語っている。
1950年代には、渓谷のそばにロッジが建てられ、また、橋付近の渓谷の縁を、約6メートル狭軌のチャンスライド製C.P.ハンティントンのミニチュア機関車が走るシルバーロック鉄道が敷かれた。1956年、マーチソン氏とダラスにあるロイヤルゴージブリッジ社は、年間1,000ドルのリース料の代わりに、その収益の一定割合を市に支払うことに同意した。この比率は、その後数年間、市にとって非常に有利であることが証明され、固定資産税の大幅な引き下げを可能にした。その後、固定資産税はコロラド州で最も低い水準になっている。

### 1960年代 〜 1990年代

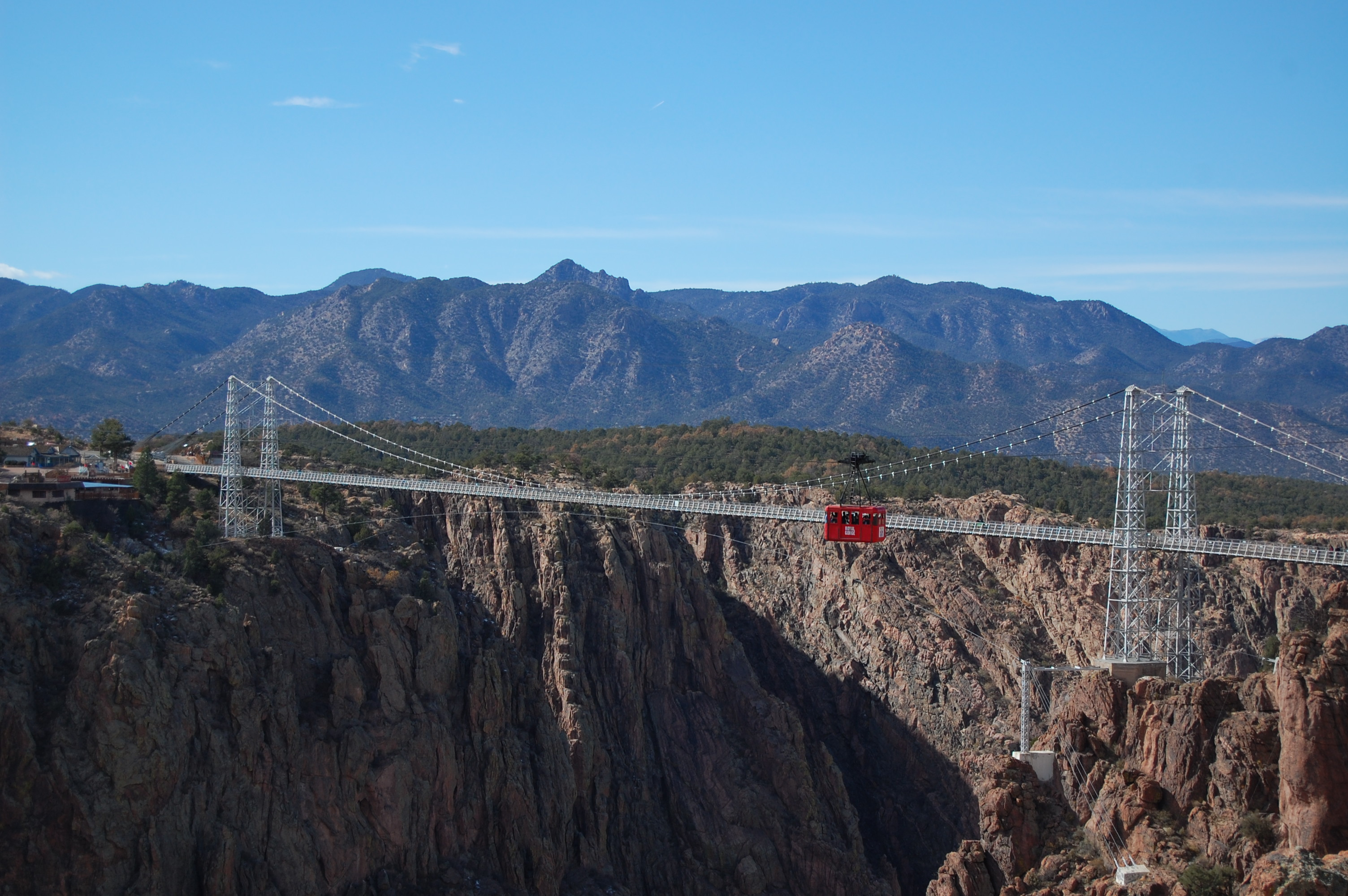
2013年の火災で焼失した初代空中トラム

1967年、この借地権の公開入札が行われ、数社が興味を示した。その結果、マーチソン社が落札し、さらに市と20年契約を結んだ。1969年、橋のすぐ東側に峡谷を横断する空中トラムが開通した。1969年、マーチソン氏の死去に伴い、彼の息子であるジョン氏とクリント・ジュニア氏が橋とリースを継承した。
その後1979年、ジョン・マーチソンの妻であるルシール・マーチソンが、夫の死後、橋とリースを受け継いだ。
橋とインクライン鉄道は1983年9月2日に国家歴史登録財に登録された。政府の公式登録書類によると、1940年代以降のある時点では、キャニオンシティ市がロイヤルゴージブリッジカンパニーにリースしていた土地を所有する以外に、橋と傾斜鉄道の所有者にもなっていたことがわかる。
この橋は1980年から1984年にかけて大規模な改修が行われた。新しいケーブルアンカーと吊り棒が設置され、橋は再塗装された。改修費用は280万ドル以上で、1980年代までのインフレ調整後では、当初の購入価格を上回っていた。
1984年、マーチソン氏はダラスのレジャー＆レクリエーション・コンセプツ社に依頼し、ロイヤルゴージブリッジ＆パークの運営を統括することになった。

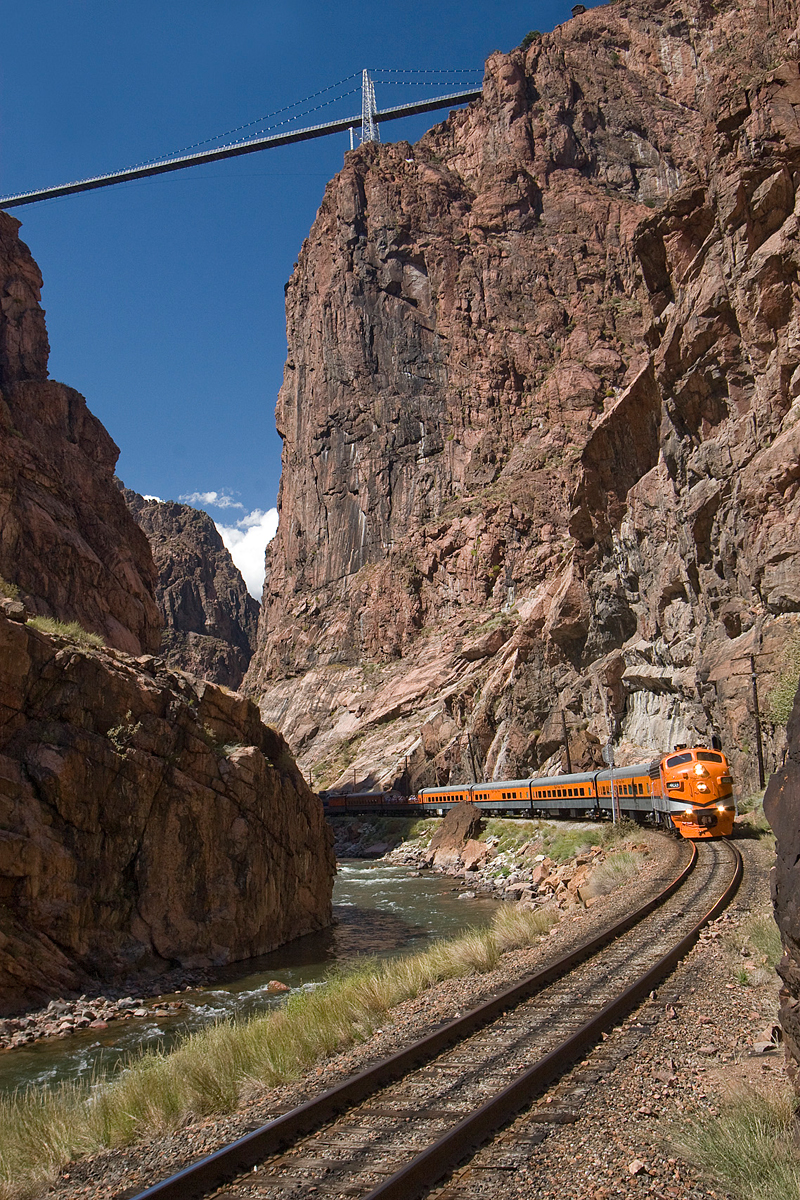
ロイヤルゴージ・ルート鉄道

1998年7月、峡谷の入口にあるパークデールを拠点に砂利採取業を営むウィリアム・フェーア氏が、峡谷を通るその鉄道路線を購入した。1996年にサザン・パシフィック社とユニオン・パシフィック社が合併し、コロラド州北部ではより良い線路で列車を走らせることになったため、この売却が決まった。このとき、フェールは知らなかったのだが、この売買には、ロイヤルゴージ・ブリッジを含む、峡谷を通る線路の上空の「空中権」が含まれていたのだ。1929年以来、鉄道会社とは年間200ドルの放映権料が交渉されており、さらに傾斜鉄道の基部が占めるスペースについても年間200ドルの放映権料が交渉されていた。1999年1月、フェール社は、2001年に事業会社のリース期限が切れることから、市からその事業権のすべてを買い取る入札を行ったが、市はその入札を無下に断った。そのため、フェールは放映権料を年額75万ドルに引き上げることを決定した。そこで、市は、この空中権を強制収用するための法的手続きの調査を開始した。結局、市とフェールは、市が一時金として9万9000ドルを負担する永続的な地役権に合意した。

### 21世紀

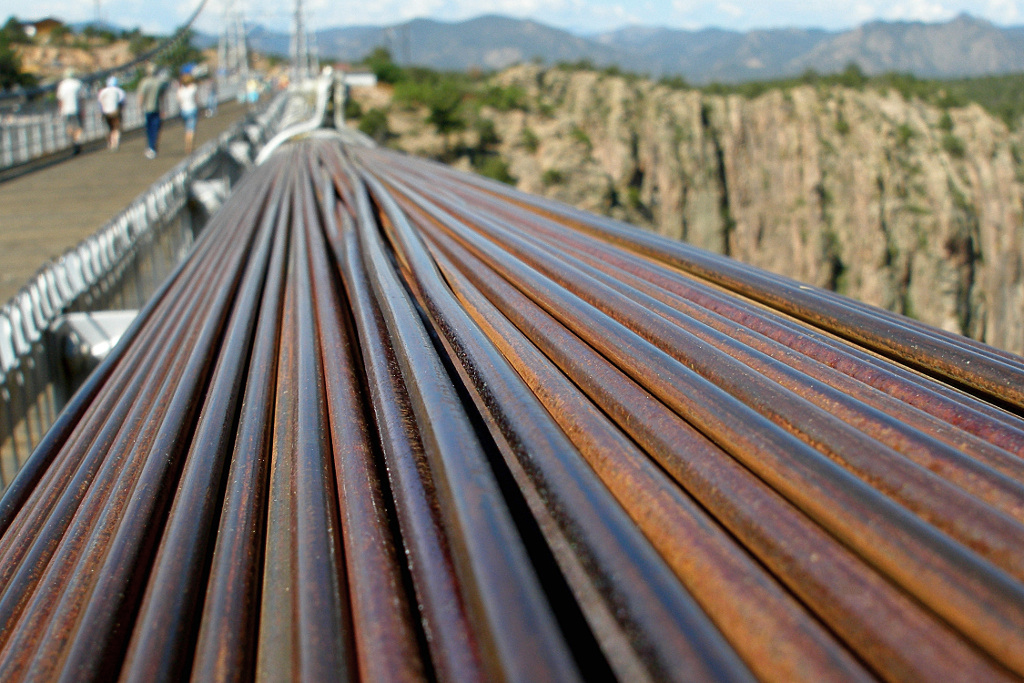
より合わされたケーブル

2003年、峡谷の南側、橋のすぐ東側に「ロイヤルラッシュ・スカイコースター」がオープンした。
2003年10月5日、近接飛行のデモンストレーションを行っていたウィングスーツのドウェイン・ウェストンが、ブリッジの上を飛行しようとして死亡した。ウェストンは、ウイングスーツという、腕の下から胴体、脚の間に布を張り空気を受け止め、スカイダイビングの際に水平方向に移動できるスーツを着ていた。彼は橋の上を、仲間のジェブ・コーリスは橋の下を通る予定だった。ウエストンは橋との距離を見誤り、時速120kmで走行中に手すりに激突し、脚を切断した。その衝撃で開いたパラシュートで峡谷の岩棚に落下したが、すでに死亡していたと思われる。
2012年3月から5月にかけては、3件の飛び降り自殺があった。ロイヤルゴージブリッジ＆パーク社の総支配人によると、過去12年間での自殺者数は年平均1人であった。遺体回収に通常より多額の費用がかかったため、キャニオンシティは橋の下を走る鉄道の所有者であるロイヤルゴージ・エクスプレス社から、回収に必要な特殊機器と有資格者の使用料として5,025ドルを請求された。3人の自殺は、3月6日、3月14日、5月8日に起こったが、3回目の事件では、1週間後に川下りをしていた人たちによって遺体が発見され、鉄道会社は4回渓谷に入らなければならなかった。

## 2013年の山火事

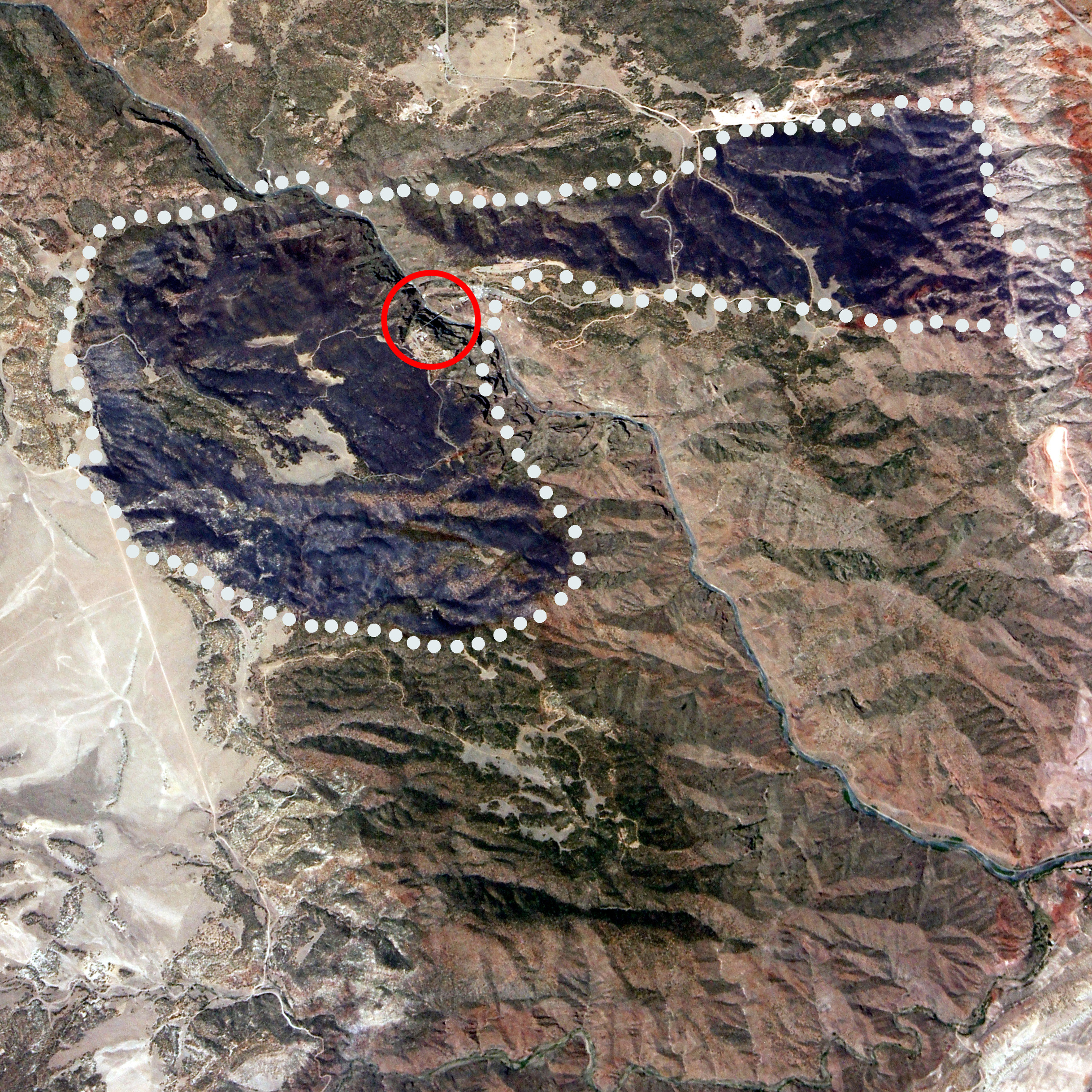
ISSによる焼け跡の画像（赤丸はブリッジ部分）

2013年6月11日、人為的な山火事により、峡谷の両岸にあるパークの建造物のほとんどが壊滅的な被害を受けた。この火災は橋のすぐ西側の峡谷の南側から北側に飛び火し、その後4日間にわたって3,218エーカー（1,302ヘクタール）（うち2,156エーカー（873ヘクタール）はパークの敷地）を焼き、収束した。橋の被害は、南側のデッキ板1292枚のうち約100枚を交換する程度で済んだが、公園内の建物52棟のうち48棟が破壊された。この火災によって、来園者や職員、また野生動物園の動物に怪我や死亡などの被害はなかったが、インクライン鉄道は大きな被害を受け、空中トラムも破壊された。そのため、パーク幹部は6月13日、橋の修復と公園の再建を発表した。火災発生から約1週間後に再建が始まり、被害を受けたすべての建造物の取り壊しに約5カ月を要した。新しいビジターセンターの起工式は、2014年1月31日に行われた。

## パークのリニューアルオープン

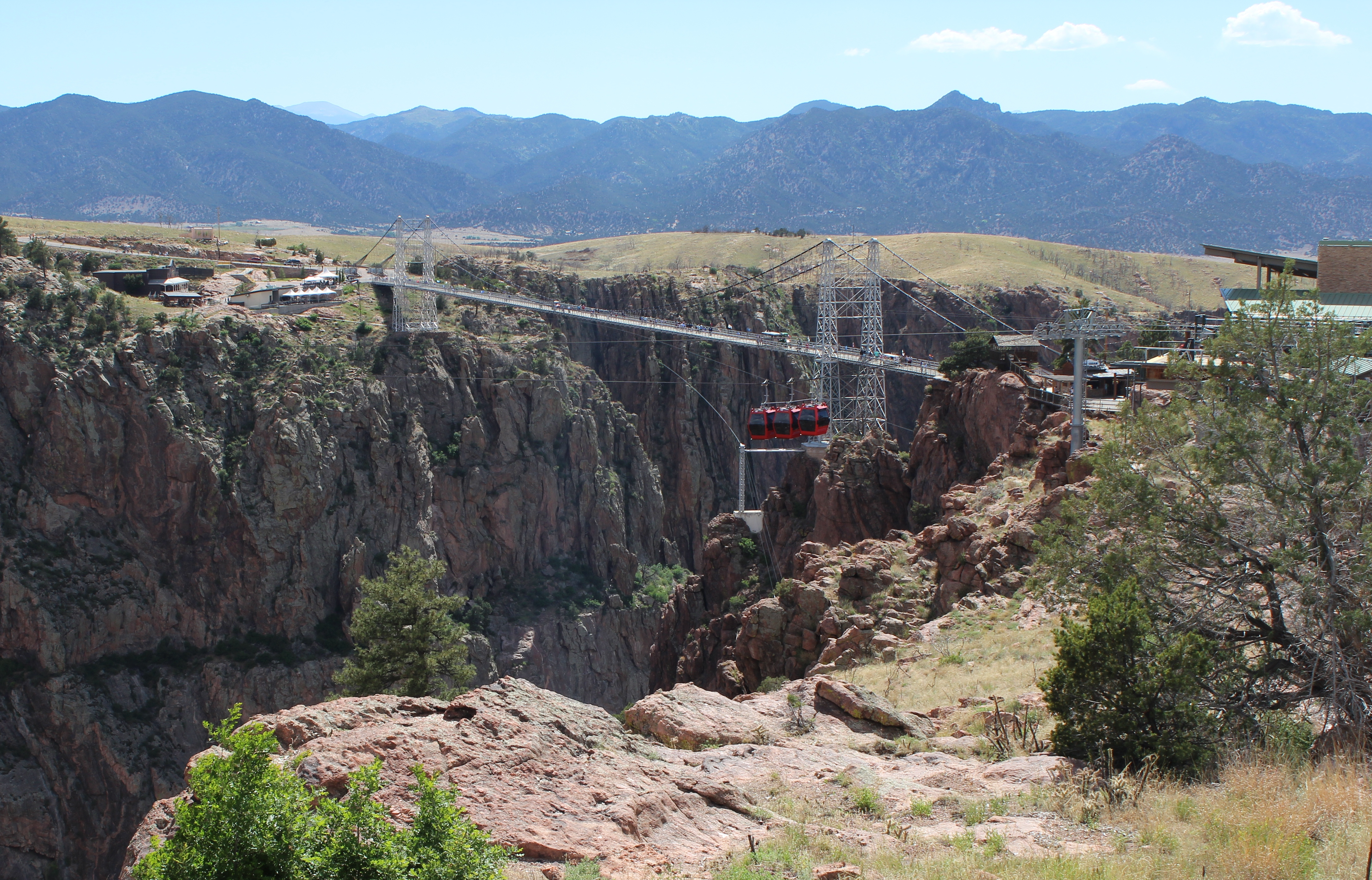
ブリッジと新しいコンドラ

2014年8月30日にリニューアルオープンした「ロイヤルゴージブリッジ＆パーク」。2015年5月8日、3000万ドルの補修が完了し、グランドリニューアルオープンセレモニーが行われた。再建計画には野生動物公園は含まれておらず、そこにいた動物たちは移転させられた。橋の入場は毎日午前7時から日没までで、ビジターセンター、乗り物、アトラクションは天候が許す限り、午前10時からオープンしている。火災後に改装または再建されたアトラクションには、展望台のあるビジターセンター、水時計、空中トラムに代わるゴンドラ、プラザ劇場と歴史博覧会、子供のプレイランド、当初のロイヤルラッシュ・スカイコースターなどがある。北米で最も高い場所にある「クラウドクレイパー・ジップライン」は、2015年3月28日にオープンした。破損したインクライン鉄道とシルバーロック鉄道は、現在の乗り物やアトラクションの中には含まれていない。

2016年1月、コロラド州のロイヤルゴージ社は、過去最高の210万ドルのリース料を市に支払った。2015年の入場者数は約35万人とパーク史上最高を記録した。この数字は、2013年の火災前の最後の通年営業年である2012年の約29万2千人の入場者数から20％増加したことになる。2013年シーズン、市はパークの運営会社から168万ドルを支払われたが、そのほとんどは事業継続保険によるものだった。パーク関係者は火災後、1929年の開園以来、2600万人以上がパークを訪れたと推定している。